# Campeonato Mundial de Atletismo em Pista Coberta de 2022 - 400 m feminino
A prova dos 400 metros feminino do Campeonato Mundial de Atletismo em Pista Coberta de 2022 ocorreu entre os dias  18 e 19 de março na Belgrade Arena, em Belgrado, na Sérvia.

## Recordes
Antes desta competição, os recordes mundiais e do campeonato nesta prova eram os seguintes:
|                       | Nome                  | Nacionalidade   | Tempo  | Local  | Data                |
| --------------------- | --------------------- | --------------- | ------ | ------ | ------------------- |
| Recorde mundial       | Jarmila Kratochvílová | Tchecoslováquia | 49s 59 | Itália | 7 de março de 1982  |
| Recorde do campeonato | Olesya Forsheva       | Rússia          | 50s 04 | Rússia | 12 de março de 2006 |

## Medalhistas
| Ouro                      | Prata           | Bronze                        |
| Shaunae Miller-Uibo (BAH) | Femke Bol (NED) | Stephenie Ann McPherson (JAM) |

## Cronograma
Todos os horários são locais (UTC+1).
| Data        | Hora  | Evento    |
| ----------- | ----- | --------- |
| 18 de março | 11:41 | Bateria   |
| 18 de março | 18:36 | Semifinal |
| 19 de março | 19:55 | Final     |

## Resultados

### Bateria
Qualificação: 2 atletas de cada bateria (Q) mais os 2 melhores qualificados (q). 
| Posição | Bateria | Raia | Atleta                    | Nacionalidade   | Tempo | Notas                |
| ------- | ------- | ---- | ------------------------- | --------------- | ----- | -------------------- |
| 1       | 2       | 5    | Femke Bol                 | Países Baixos   | 51.48 | Q                    |
| 2       | 5       | 2    | Shaunae Miller-Uibo       | Bahamas         | 51.74 | Q,                   |
| 3       | 1       | 6    | Phil Healy                | Irlanda         | 51.75 | Q                    |
| 4       | 5       | 5    | Stephenie Ann McPherson   | Jamaica         | 51.86 | Q                    |
| 5       | 1       | 5    | Lieke Klaver              | Países Baixos   | 51.96 | Q                    |
| 6       | 5       | 6    | Modesta Justė Morauskaitė | Lituânia        | 52.11 | q                    |
| 7       | 4       | 5    | Natalia Kaczmarek         | Polónia         | 52.22 | Q                    |
| 8       | 5       | 4    | Roxana Gómez              | Cuba            | 52.25 | q,                   |
| 9       | 4       | 4    | Aliyah Abrams             | Guiana          | 52.34 | Q                    |
| 10      | 3       | 6    | Justyna Święty-Ersetic    | Polónia         | 52.37 | Q                    |
| 11      | 4       | 3    | Camille Laus              | Bélgica         | 52.51 | Recorde da temporada |
| 12      | 2       | 6    | Ama Pipi                  | Reino Unido     | 52.53 | Q                    |
| 13      | 1       | 4    | Sada Williams             | Barbados        | 52.65 |                      |
| 14      | 2       | 3    | Jessica Beard             | Estados Unidos  | 52.72 |                      |
| 15      | 4       | 6    | Lynna Irby                | Estados Unidos  | 52.78 |                      |
| 16      | 1       | 3    | Roneisha McGregor         | Jamaica         | 52.89 |                      |
| 17      | 3       | 4    | Jessie Knight             | Reino Unido     | 52.93 | Q                    |
| 18      | 3       | 5    | Lada Vondrová             | Chéquia         | 52.94 |                      |
| 19      | 1       | 1    | Cátia Azevedo             | Portugal        | 53.01 |                      |
| 20      | 1       | 2    | Gunta Vaičule             | Letônia         | 53.05 | Recorde da temporada |
| 21      | 2       | 4    | Tereza Petržilková        | Chéquia         | 53.05 |                      |
| 22      | 4       | 1    | Sara Gallego              | Espanha         | 53.13 |                      |
| 23      | 5       | 3    | Maja Ćirić                | Sérvia          | 53.36 |                      |
| 24      | 3       | 3    | Sophie Becker             | Irlanda         | 53.47 |                      |
| 25      | 4       | 2    | Irini Vasiliou            | Grécia          | 53.62 | Recorde da temporada |
| 26      | 3       | 2    | Megan Moss                | Bahamas         | 54.03 |                      |
| 27      | 2       | 2    | Micha Powell              | Canadá          | 54.65 |                      |
| 28      | 5       | 1    | Yanique Haye-Smith        | Turcas e Caicos | 56.20 |                      |

### Semifinal
Qualificação: classificaram-se os 3 melhores de cada bateria (Q).
| Posição | Bateria | Raia | Atleta                    | Nacionalidade | Tempo | Notas                |
| ------- | ------- | ---- | ------------------------- | ------------- | ----- | -------------------- |
| 1       | 1       | 4    | Stephenie Ann McPherson   | Jamaica       | 51.26 | Q,                   |
| 2       | 1       | 5    | Femke Bol                 | Países Baixos | 51.28 | Q                    |
| 3       | 2       | 5    | Shaunae Miller-Uibo       | Bahamas       | 51.38 | Q,                   |
| 4       | 1       | 3    | Aliyah Abrams             | Guiana        | 51.57 | Q,                   |
| 5       | 2       | 3    | Justyna Święty-Ersetic    | Polónia       | 51.67 | Q                    |
| 6       | 2       | 4    | Lieke Klaver              | Países Baixos | 51.81 | Q                    |
| 7       | 1       | 6    | Natalia Kaczmarek         | Polónia       | 51.87 |                      |
| 8       | 2       | 1    | Jessie Knight             | Reino Unido   | 51.93 | Recorde da temporada |
| 9       | 2       | 2    | Modesta Justė Morauskaitė | Lituânia      | 52.00 |                      |
| 10      | 1       | 2    | Roxana Gómez              | Cuba          | 52.28 |                      |
| 11      | 2       | 6    | Phil Healy                | Irlanda       | 52.40 |                      |
| 12      | 1       | 1    | Ama Pipi                  | Reino Unido   | 52.95 |                      |

### Final
A final ocorreu dia 19 de março às 19:55. 
| Posição           | Raia | Atleta                  | Nacionalidade | Tempo | Notas                |
| ----------------- | ---- | ----------------------- | ------------- | ----- | -------------------- |
| Medalha de ouro   | 6    | Shaunae Miller-Uibo     | Bahamas       | 50.31 | Recorde da temporada |
| Medalha de prata  | 4    | Femke Bol               | Países Baixos | 50.57 |                      |
| Medalha de bronze | 5    | Stephenie Ann McPherson | Jamaica       | 50.79 | Recorde nacional     |
| 4                 | 3    | Justyna Święty-Ersetic  | Polónia       | 51.40 |                      |
| 5                 | 2    | Aliyah Abrams           | Guiana        | 52.34 |                      |
| 6                 | 1    | Lieke Klaver            | Países Baixos | 52.67 |                      |

Legenda
| Recorde mundial       | Recorde mundial (World record)               |                       | Recorde africano                      | Recorde africano (African) |                                           | Q | Classificado por posição (Qualified) |
| Recorde do campeonato | Recorde do campeonato (Championship record)  | Recorde da América    | Recorde da América (Americas)         | q                          | Classificado por melhor tempo (Qualified) |   |                                      |
| Melhor marca do ano   | Melhor marca do ano (World leading)          | Recorde asiático      | Recorde asiático (Asian)              | DNS                        | Não largou (Did not start)                |   |                                      |
| Recorde nacional      | Recorde nacional (National record)           | Recorde europeu       | Recorde europeu (European)            | DNF                        | Não terminou (Did not finish)             |   |                                      |
| Recorde pessoal       | Recorde pessoal do atleta (Personal best)    | Recorde da Oceania    | Recorde da Oceania (Oceania)          | DSQ / DQ                   | Desclassificado (Disqualified)            |   |                                      |
| Recorde da temporada  | Recorde da temporada do atleta (Season best) | Recorde sul-americano | Recorde sul-americano (South America) | NM                         | Sem marca (No mark)                       |   |                                      |